# Марьевка (Запорожский район)
Ма́рьевка (укр. Мар'ївка) — село,
Марьевский сельский совет,
Запорожский район,
Запорожская область,
Украина.

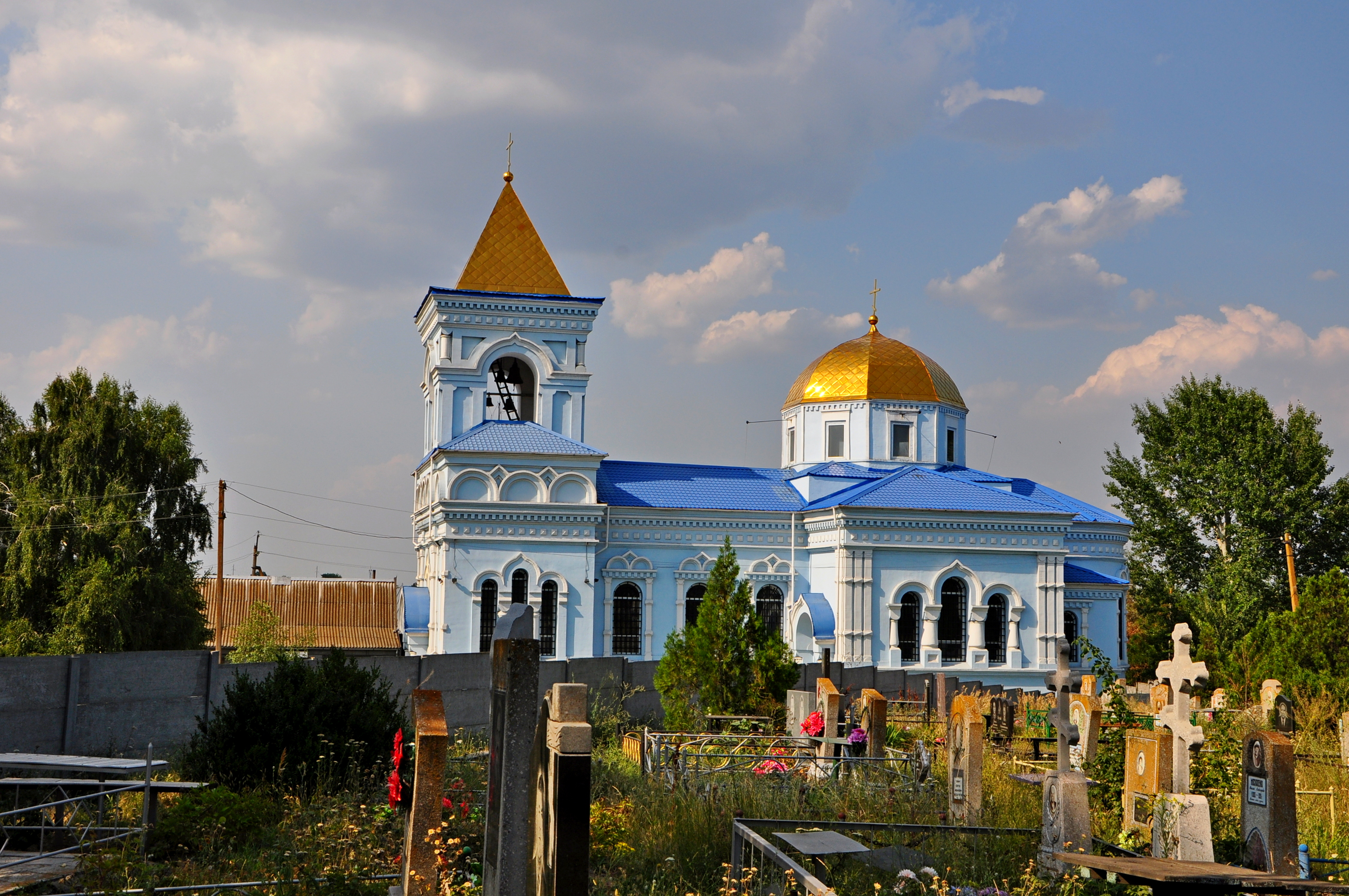
Храм в честь Преподобномученика Андрея Критского

Код КОАТУУ — 2322185701. Население по переписи 2001 года составляло 1796 человек.
Является административным центром Марьевского сельского совета, в который, кроме того, входят сёла
Новосергеевка,
Смоляное и
Уделенское.

## Географическое положение
Село Марьевка находится в 8-и км от правого берега реки Днепр,
на расстоянии в 6 км от села Беленькое.
По селу протекает пересыхающий ручей с запрудой.

## История
- Археологические исследования двух курганов в окрестностях села (известны под названием Близнецы) свидетельствуют о том, что люди в этой местности жили издавна. В одном из курганов обнаружено несколько погребений эпохи ранней бронзы (III—II тысячелетия до н. э.), в другом — богатое скифское погребение (IV в. до н. э.). В катакомбном погребении «Тягунова Могила» найдена двухколёсная повозка с сохранившимся колесом диаметром 0,6 м возрастом ок. 5 тыс. лет[2].
- В 1781 году хутор Гремесов переименован в село Марьевское.
- В 1864 году переименовано в село Марьевка.

## Экономика
- «Россия», агрофирма, ЧП.
- Запорожская зерноторговая компания, ООО.
- «Марьевское», КСП.

## Объекты социальной сферы
- Школа.
- Дом культуры.

## Известные люди
- Трушев Иван Филиппович (1912—1943) — Герой Советского Союза, похоронен в селе Марьевка.